# أوغستين مالار
الجنرال أوغستين مالار (بالسلوفاكية: Augustín Malár) قائد عسكري سلوفاكي وُلد في مقاطعة رايترن (ولاية النمسا العليا حاليا) بالإمبراطورية النمساوية المجرية (النمسا حاليا) بتاريخ 18 يوليو 1894 وتوفي في معسكر اعتقال زاكسنهاوزن بولاية براندنبورغ بألمانيا النازية (ألمانيا حاليا) بتاريخ 15 أكتوبر 1945، حارب بجانب القوات النازية أثناء الحرب العالمية الثانية وشارك في معارك الجبهة الشرقية ضد الجيش الأحمر كقائد للجيش السلوفاكي الشرقي قبل أن يعلن انقلابه على ألمانيا النازية في أعقاب الانتفاضة الوطنية السلوفاكية عام 1944.